# Nieuwe Amstelbrug

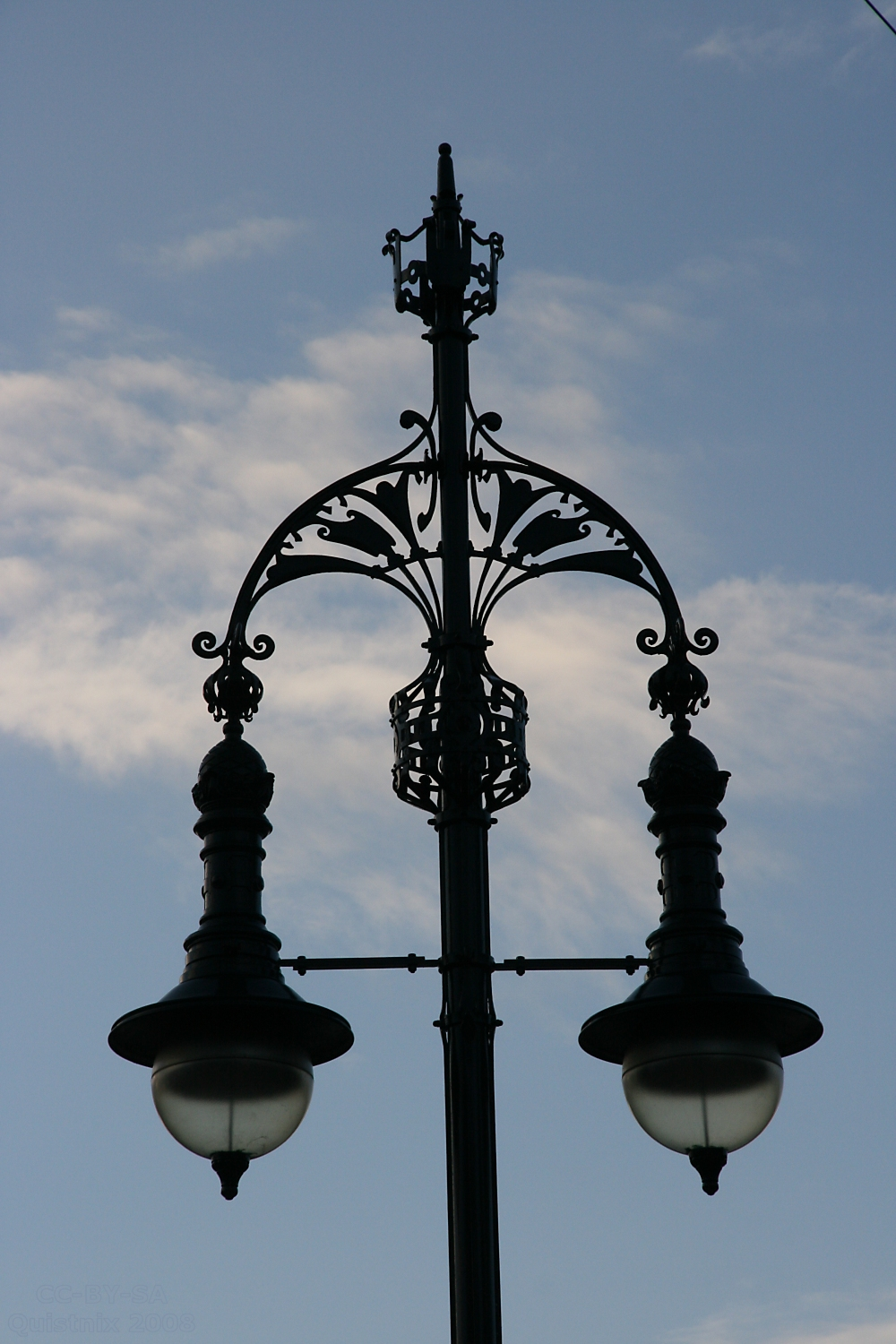
Art deco-lantaarnpaal bij de Nieuwe Amstelbrug

De Nieuwe Amstelbrug (brug nr. 101) in Amsterdam is een dubbele basculebrug op de grens tussen De Pijp in Amsterdam-Zuid en Amsterdam-Oost.

## Ligging
Ze vormt de oeververbinding tussen de Ceintuurbaan en Amsteldijk (voorheen Utrechtsezijde) enerzijds en Weesperzijde, Ruyschstraat en Eerste Oosterparkstraat anderzijds. De brug sluit in het westen recht aan op de Ceintuurbaan, aan de overzijde is er van een logische aansluiting geen sprake. Voor vervolging van de weg moest men een slinger rechts of links maken; er staat een huizenblok recht in de weg. Daarbij moest men kiezen voor de twee belangrijkste straten hier de Ruyschstraat en Eerste Oosterparkstraat (beide straten werden veel later ook nog eens eenrichtingsverkeer). Een derde straat, de Blasiusstraat ligt daar tussen in, maar was/is niet in staat het verkeersaanbod van en naar de brug te verwerken. Die indeling komt doordat de huidige Wibautstraat tot 1939 geen weg, maar een laaggelegen spoorbaan was met daarlangs aan de westzijde de Miquelstraat en aan de oostzijde de Spoorbaanstraat overgaande in de Vrolikstraat. Beide straten en het begin van de Vrolikstraat bestaan niet meer en maken nu deel uit van de Wibautstraat. Ter hoogte van de Ruyschstraat lag daar het stationsemplacement van het Weesperpoortstation en zowel de Ruyschstraat als de Blasiusstraat liepen daarop dood. Verkeer naar Amsterdam-Oost moest dan ook, komende van de brug, links afslaan de Weesperzijde op, de Tulpbrug over en verder via Sarphatistraat.

## Geschiedenis
In 1899 kreeg de Dienst der Publieke Werken het verzoek een brug te bouwen over de Amstel ten zuiden van de Hogesluis. Maar al veel eerder waren er plannen. Architect en ondernemer Theodor Sanders (concurrent voor de Amsterdamsche Omnibus Maatschappij) stelde al in 1882 een brug voor ongeveer op de plaats waar de huidige Torontobrug ligt. Hendrik Petrus Berlage had van 1881 tot 1886 op het architectenbureau van Sanders gewerkt en had inmiddels zijn connecties bij de genoemde Dienst. Die Dienst vroeg aan Berlage of hij het ontwerp kon aanpassen aan het tijdsbeeld. Berlages brug zou daarbij als voorbeeld hebben gediend voor de Muiderpoortbrug (brug 265), die gelijktijdig werd gebouwd. Hendrik Leguyt, hoofd Bouwwerken van de Dienst, werd daarbij de man die voor het inwendige van de brug ontwierp. Zij kwamen samen met een dubbele ijzeren basculebrug. De 'aanbruggen' werden daarbij niet in ijzer en hout uitgevoerd, maar in getrokken stalen balken, zodat zwaar verkeer en de elektrische tram gedragen konden worden. Onder de voetgangersgedeelten werden de bogen gemaakt om een en ander te verstevigen. Het bewegingswerk was vrijwel direct elektrisch aangedreven en werkte via stangen en tandwerken. De hoofdtand was in de kelderwand verankerd. De aanbesteding vond plaats op 3 december 1900 voor het "maken van eene dubbele ijzeren basculebrug met vaste gedeelten"; schatting van de kosten circa 365.000 gulden.
Elektriciteit kreeg de brug van de in 1903 geopende centrale aan de Hoogte Kadijk. Toen de brug op 5 juli 1903 geopend werd, had ze echter nog niet haar huidige uiterlijk. De masten voor de bovenleidingen en de lantaarns waren nog niet uitgevoerd zoals ze nu zijn. De kale uitvoeringen werden in omstreeks 1906 aangepast in het modernere ontwerp; Daarbij werden de lantaarns ook nog eens een kwartslag gedraaid, zodat men zeker was dat zij niet in aanraking konden komen met die bovenleidingen, want sinds 1904 rijdt tram 3 over de brug, van 1904-1942 en van 1945-1948 ook tram 5 en van 1904 tot 1942 tram 8.
Het had weinig gescheeld of de brug had er geheel anders uitgezien. Invloedrijk architect Eduard Cuypers vond de toepassing van de bogen niet door de beugel kunnen; ook andere onderdelen vielen niet in de smaak. De gietijzeren balustrades op de brug bleven ook langdurig een punt van discussie binnen de Dienst. Ze werden in eerste instantie wel goedgekeurd, later vond men ze weer lelijk en vervolgens konden ze weer de goedkeuring wegdragen, afhankelijk van het tijdbeeld. De brug werd toch een samenraapsel aan stijlen. In 1912 kwam er namelijk een brugwachtershuisje (tot dan zou zat de wachter in de kelder). De ontwerper Jo van der Mey was al meer ingevoerd in de Amsterdamse Schoolstijl. Weer later, het is dan 1929, kwamen er afsluithekken en die waren dan weer van Piet Kramer, dan de bruggenontwerper van de Publieke Werken.

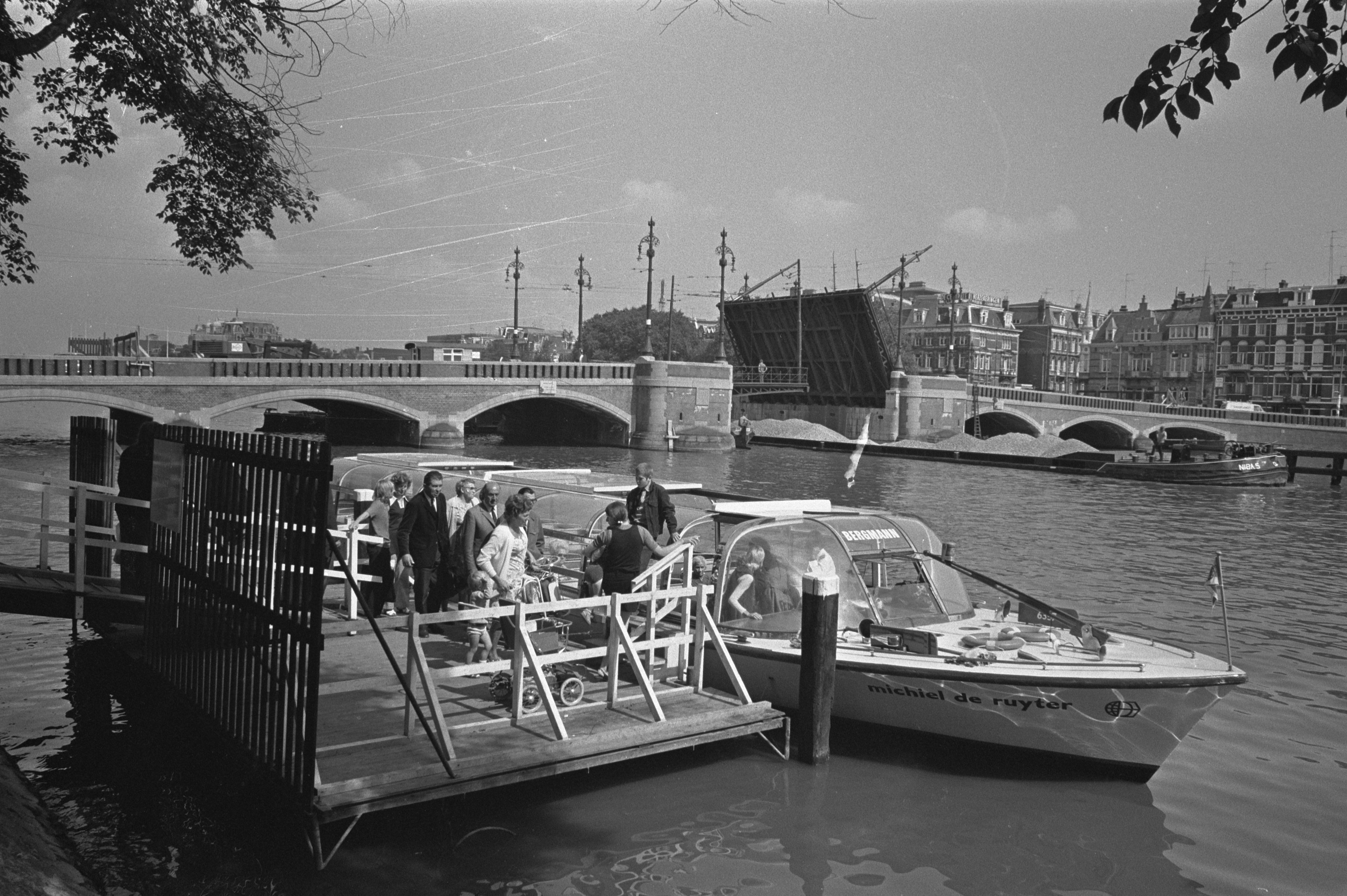
Rij mensen bij rondvaartboot tijdelijk in gebruik als veerboot op de Amsteldijk bij Ceintuurbaan in 1971

In 1971 kwam bij een grondig onderzoek aan het licht dat de brug de last niet meer kon dragen. De stalen liggers waren versleten en verroest en moesten vervangen worden. De brug ging van 9 augustus tot 6 oktober uit dienst voor reparatie waarbij tramlijn 3 werd omgeleid via de Hogesluis en er een tijdelijke buslijn 3A verscheen. Voetgangers en fietsers konden gebruik maken van een veerbootje. Twee jaar later bleek het een ijdele poging geweest te zijn; de brug was op. Aan Dirk Sterenberg, die meerdere bruggen in Amsterdam ontwierp, werd een nieuw ontwerp gevraagd. Hij kwam met een brug die schuin over de Amstel kwam te liggen. De buurt wilde echter de huidige brug niet kwijt. Dat de brug door Berlage was ontworpen heeft er aan bijgedragen, dat zij uiteindelijk behouden werd; er werd zelfs een status van rijksmonument aangevraagd (die ze niet kreeg). Er vond een behoorlijk langdurige discussie plaats, waarbij wethouder Han Lammers aan de kant stond van behoud.

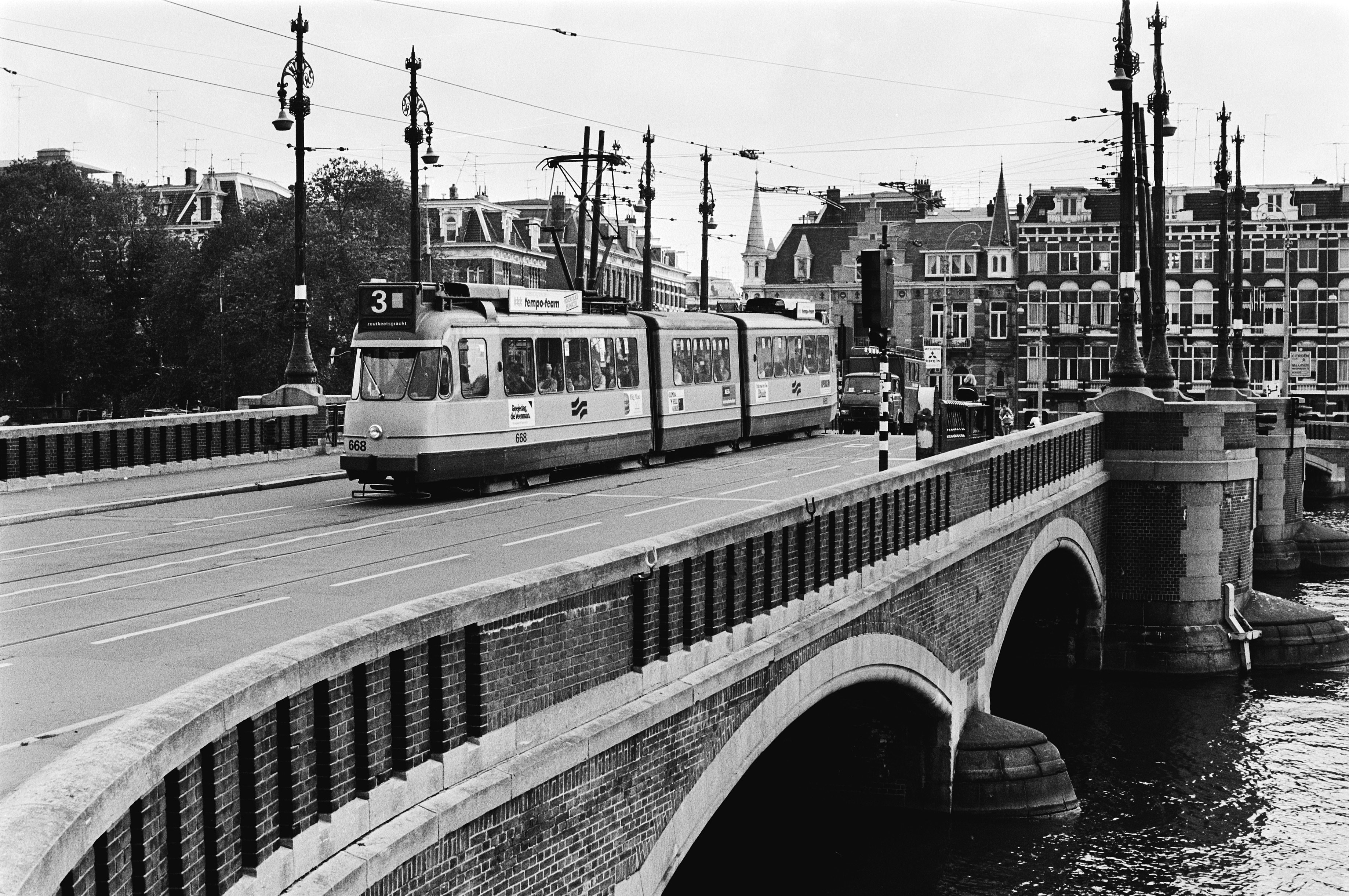
Sinds 1904 rijdt lijn 3 over de Nieuwe Amstelbrug. Een dubbelgelede Amsterdamse tram, de 668 (serie 5G 653-669 uit 1964) op de brug; 1979.

In 1979 was er nog geen nieuwe brug terwijl de oude toch echt gevaarlijk werd en ook de trambestuurders huiverig werden. Maar hen werd verzekerd dat de brug veilig was zolang er maar één tram tegelijk over de brug reed. Het werd het jaar, waarin gemotoriseerd verkeer van de brug werd verbannen, de tram mocht (bij gebrek aan uitwijkmogelijkheden) er alleen stapvoets overheen. De discussie woekerde voort, zodat vanaf 26 september 1983 al het verkeer van de brug werd gehaald. Een geplande noodbrug was te duur maar voor de tram die moest omrijden werden ter verkorting van de omleidingsroute speciaal tramsporen aangelegd in de 's-Gravesandestraat die ook na de werkzaamheden en teruglegging konden worden benut. De Raad voor Monumentenzorg wist er uiteindelijk voor te zorgen dat de brug niet aangepast werd; ze werd opnieuw opgebouwd volgens Berlages ontwerp, maar dan met modernere materialen. Daartoe moest de brug geheel afgebroken worden, deels met behulp van dynamiet. De aanbruggen kregen bijvoorbeeld geheel betonnen gewelven (in plaats van alleen aan de rand) en pijlers werden opnieuw gefundeerd. In 1986 was de uitvoering zover gereed dat de vallen geplaatst konden worden; ze werden per schip uit Krimpen aan den IJssel verscheept. De brug, even aangeduid als de Nieuwe Nieuwe Amstelbrug, werd dus geheel gelijk aan zijn voorganger behalve dat de slagbomen niet meer handmatig geopend en gesloten hoeven te worden en dat de doorvaart iets krapper werd (13,75 in plaats van 13,95 m). 
Tijdens de nieuwbouw was er weer voor voetgangers en fietsers ten zuiden van de brug een tijdelijk veerbootje de 'Assistent' dat in tegenstelling tot de tijdelijke pendelbus druk werd gebruikt en op sommige vaarten zelfs passagiers moesten achterblijven.
Wethouders Enneüs Heerma en Michael van der Vlis openden de nieuwe brug op 12 april 1986 met een olifant, als teken van de stevigheid van de brug. Daarna werd de brug opengesteld voor alle verkeer, maar in 2007 werd het autoverkeer weer grotendeels van de brug afgehaald in verband met een gewijzigde verkeersstroom en ingevoerd eenrichtingssysteem. Autoverkeer mag alleen nog van oost naar west over de brug.
Op de grote pijlers zijn aan de noordelijke kant het Wapen van Amsterdam en een Koggeschip te zien. Aan de zuidzijde zijn er datumstenen verwerkt met 'Anno 1902'.

## Naam
Zij was destijds de nieuwste brug over de Amstel en kwam ter vervanging van het Amstelveer van de Ceintuurbaan naar de Blasiusstraat. Daarom kreeg zij ook die naam, terwijl er geen brug is die officieel de naam Amstelbrug of Oude Amstelbrug droeg. Ze kreeg toch de toevoeging nieuw, omdat de Hogesluis de officieuze bijnaam Amstelbrug had.

## Zie ook

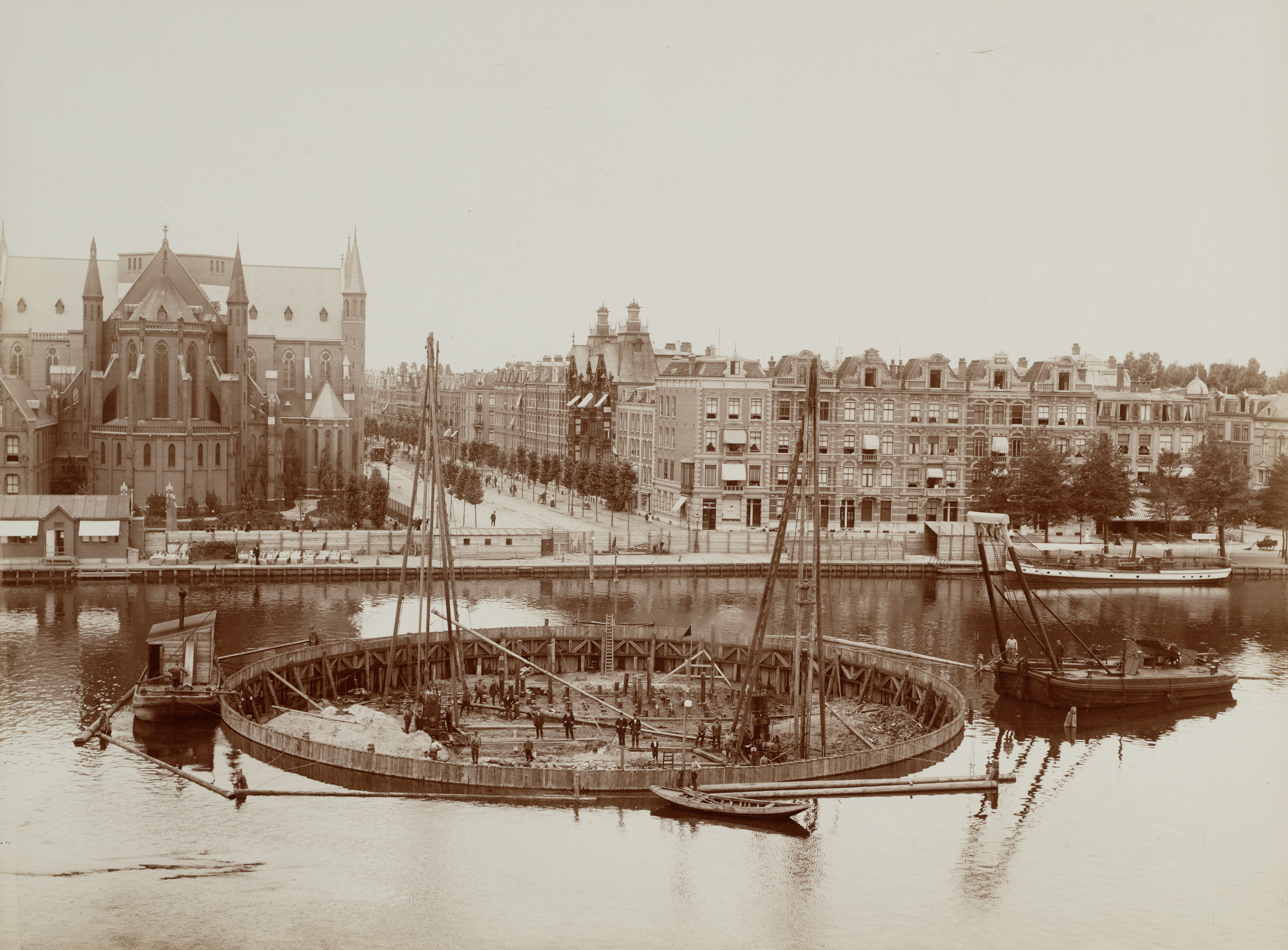
Het begin in 1901
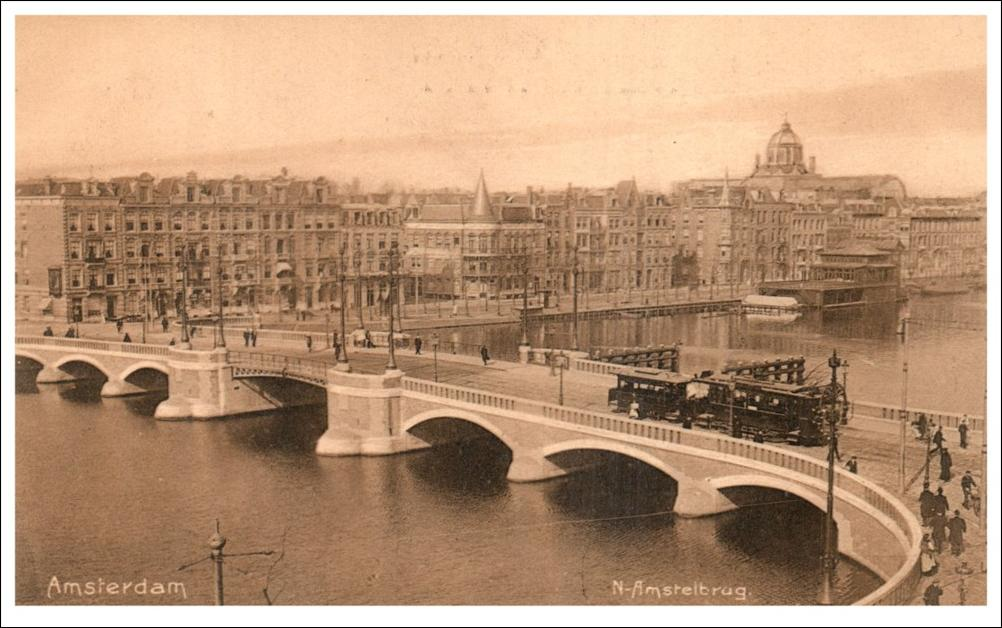
Brug met tram (circa 1920)
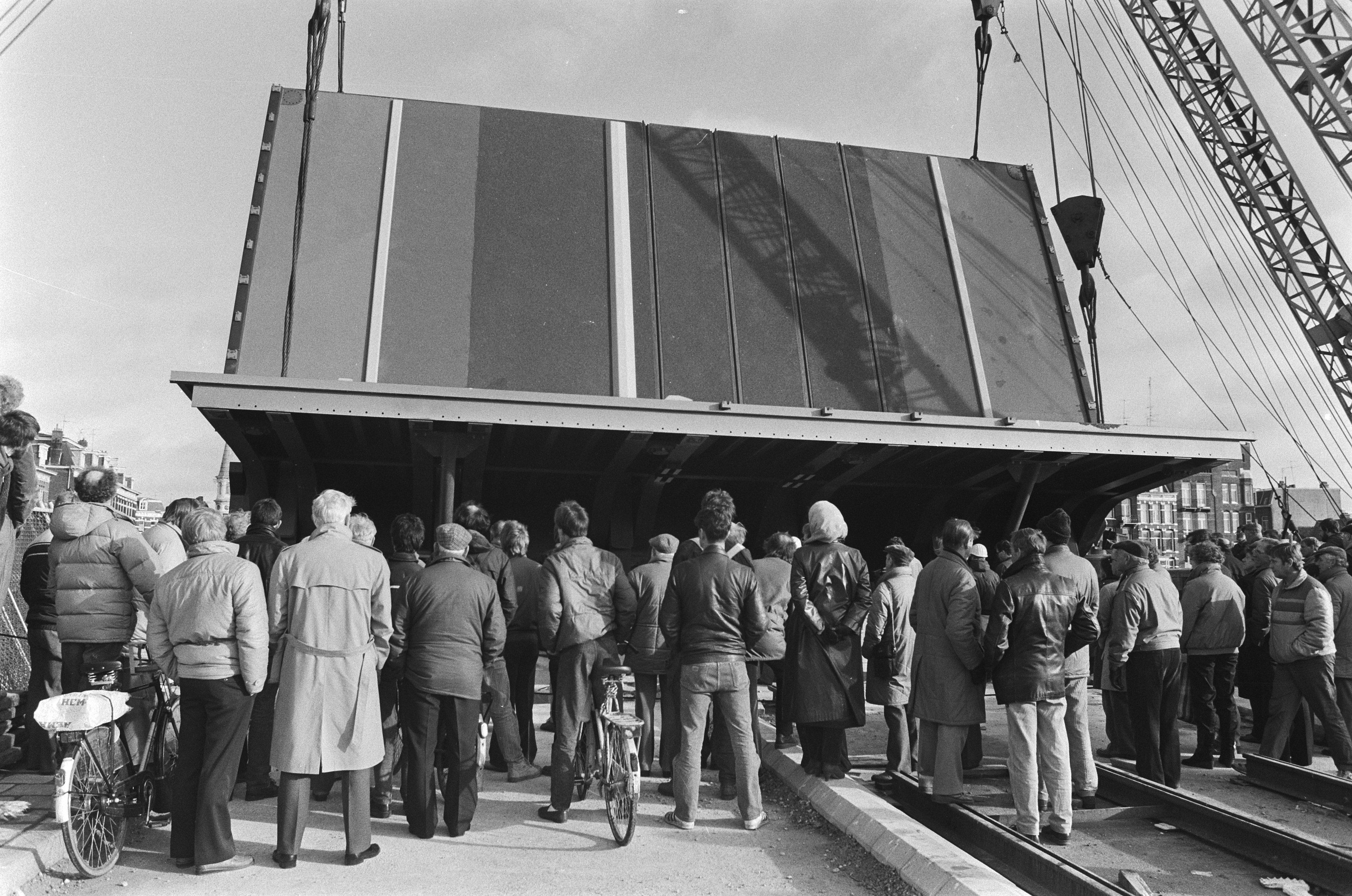
Het plaatsen van de nieuwe val in 1985